# Municipio de Slivo Polé
El municipio de Slivo Polé (búlgaro: Община Сливо поле) es un municipio búlgaro perteneciente a la provincia de Ruse.
En 2011 tiene 10 855 habitantes, el 43,58% búlgaros, el 35,36% turcos y el 10,15% gitanos. La cuarta parte de la población del municipio vive en la capital municipal Slivo Polé.
Se ubica en la esquina nororiental de la provincia y su término municipal es fronterizo con Rumania en la ribera del Danubio. Por su término municipal pasa la carretera 21, que une Ruse con Silistra.

## Localidades
| Localidad       | Cirílico       | Población (diciembre de 2009) |
| --------------- | -------------- | ----------------------------- |
| Slivo Polé      | Сливо поле     | 3169                          |
| Babovo          | Бабово         | 521                           |
| Borisovo        | Борисово       | 787                           |
| Brashlen        | Бръшлен        | 354                           |
| Chereshovo      | Черешово       | 190                           |
| Golyamo Vranovo | Голямо Враново | 1688                          |
| Kosharna        | Кошарна        | 626                           |
| Malko Vranovo   | Малко Враново  | 984                           |
| Ryahovo         | Ряхово         | 1715                          |
| Stambolovo      | Стамболово     | 697                           |
| Yudelnik        | Юделник        | 904                           |
| Total           |                | 11 635                        |